# Giro di Svizzera 1947
Il Giro di Svizzera 1947, undicesima edizione della corsa, si svolse dal 16 al 23 agosto 1947, per un percorso di 1 612,5 km, con partenza e arrivo a Zurigo. Il corridore italiano Gino Bartali si aggiudicò la corsa concludendo in 47h35'55".
Dei 61 ciclisti alla partenza arrivarono al traguardo in 41, mentre 20 si ritirarono.

## Tappe
| Tappa  | Data      | Percorso                              | km     | Vincitore di tappa | Leader cl. generale |
| ------ | --------- | ------------------------------------- | ------ | ------------------ | ------------------- |
| 1ª-1ª  | 16 agosto | Zurigo > Siebnen                      | 88,5   | Hugo Koblet        | Gino Bartali        |
| 1ª-2ª  | 16 agosto | Siebnen > Vaduz (LIE)                 | 73,1   | Walter Diggelmann  | Gino Bartali        |
| 1ª-3ª  | 16 agosto | Vaduz (LIE) > Davos                   | 83     | Gino Bartali       | Gino Bartali        |
| 2ª     | 17 agosto | Davos > Bellinzona                    | 178    | Gino Bartali       | Gino Bartali        |
| 3ª     | 18 agosto | Bellinzona > Sion                     | 213    | Ferdi Kübler       | Gino Bartali        |
| 4ª     | 19 agosto | Sion > Bienne                         | 233,4  | Giulio Bresci      | Gino Bartali        |
| 5ª-1ª  | 21 agosto | Bienne > Losanna                      | 158,2  | Robert Lang        | Gino Bartali        |
| 5ª-2ª  | 21 agosto | Losanna > Ginevra (cron. individuale) | 60,6   | Fausto Coppi       | Gino Bartali        |
| 6ª     | 22 agosto | Ginevra > Basilea                     | 271,6  | Désiré Keteleer    | Gino Bartali        |
| 7ª     | 23 agosto | Basilea > Zurigo                      | 253,1  | Désiré Keteleer    | Gino Bartali        |
| Totale | Totale    | Totale                                | 1612,5 |                    |                     |

## Dettagli delle tappe

### 1ª tappa-1ª semitappa
- 16 agosto: Zurigo > Siebnen – 88,5 km

Risultati
| Pos. | Corridore    | Squadra  | Tempo    |
| ---- | ------------ | -------- | -------- |
| 1    | Hugo Koblet  | Svizzera | 1h59'05" |
| 2    | Ferdi Kübler | Svizzera | a 1'06"  |
| 3    | Fausto Coppi | Italia   | s.t.     |

### 1ª tappa-2ª semitappa
- 16 agosto: Siebnen > Vaduz (Liechtenstein) – 73,1 km

Risultati
| Pos. | Corridore          | Squadra  | Tempo    |
| ---- | ------------------ | -------- | -------- |
| 1    | Walter Diggelmann  | Svizzera | 2h04'22" |
| 2    | Charles Guyot      | Svizzera | a 16"    |
| 3    | Emilio Croci-Torti | Svizzera | s.t.     |

### 1ª tappa-3ª semitappa
- 16 agosto: Vaduz (Liechtenstein) > Davos – 83 km

Risultati
| Pos. | Corridore     | Squadra | Tempo    |
| ---- | ------------- | ------- | -------- |
| 1    | Gino Bartali  | Italia  | 2h40'44" |
| 2    | Stan Ockers   | Belgio  | a 1'19"  |
| 3    | Sylvère Maers | Belgio  | s.t.     |

### 2ª tappa
- 17 agosto: Davos > Bellinzona – 178 km

Risultati
| Pos. | Corridore            | Squadra | Tempo    |
| ---- | -------------------- | ------- | -------- |
| 1    | Gino Bartali         | Italia  | 5h46'35" |
| 2    | Giulio Bresci        | Italia  | a 3'41"  |
| 3    | Prosper Depred'homme | Belgio  | a 5'54"  |

### 3ª tappa
- 18 agosto: Bellinzona > Sion – 213 km

Risultati
| Pos. | Corridore    | Squadra  | Tempo    |
| ---- | ------------ | -------- | -------- |
| 1    | Ferdi Kübler | Svizzera | 6h47'38" |
| 2    | Fausto Coppi | Italia   | a 3'32"  |
| 3    | Gino Bartali | Italia   | s.t.     |

### 4ª tappa
- 19 agosto: Sion > Bienne – 233,4 km

Risultati
| Pos. | Corridore     | Squadra | Tempo    |
| ---- | ------------- | ------- | -------- |
| 1    | Giulio Bresci | Italia  | 6h53'55" |
| 2    | Fausto Coppi  | Italia  | a 15"    |
| 3    | Gino Bartali  | Italia  | s.t.     |

### 5ª tappa-1ª semitappa
- 21 agosto: Bienne > Losanna – 158,2 km

Risultati
| Pos. | Corridore           | Squadra  | Tempo    |
| ---- | ------------------- | -------- | -------- |
| 1    | Robert Lang         | Svizzera | 4h33'49" |
| 2    | Georges Aeschlimann | Svizzera | a 26"    |
| 3    | Hans Schütz         | Svizzera | a 2'55"  |

### 5ª tappa-2ª semitappa
- 21 agosto: Losanna > Ginevra – Cronometro individuale – 60,6 km

Risultati
| Pos. | Corridore    | Squadra  | Tempo    |
| ---- | ------------ | -------- | -------- |
| 1    | Fausto Coppi | Italia   | 1h17'10" |
| 2    | Stan Ockers  | Belgio   | a 6'12"  |
| 3    | Ferdi Kübler | Svizzera | a 6'43"  |

### 6ª tappa
- 22 agosto: Ginevra > Basilea – 271,6 km

Risultati
| Pos. | Corridore       | Squadra     | Tempo    |
| ---- | --------------- | ----------- | -------- |
| 1    | Désiré Keteleer | Belgio      | 7h44'18" |
| 2    | Leo Weilenmann  | Svizzera    | a 2"     |
| 3    | Jean Diederich  | Lussemburgo | a 6"     |

### 7ª tappa
- 23 agosto: Basilea > Zurigo – 253,1 km

Risultati
| Pos. | Corridore          | Squadra     | Tempo    |
| ---- | ------------------ | ----------- | -------- |
| 1    | Désiré Keteleer    | Belgio      | 6h50'26" |
| 2    | Frans Pauwels      | Paesi Bassi | a 3"     |
| 3    | Jean-Marie Goasmat | Francia     | a 4"     |

## Classifiche finali

### Classifica generale
| Pos. | Corridore            | Squadra  | Tempo     |
| ---- | -------------------- | -------- | --------- |
| 1    | Gino Bartali         | Italia   | 47h35'55" |
| 2    | Giulio Bresci        | Italia   | a 21'16"  |
| 3    | Stan Ockers          | Belgio   | a 24'33"  |
| 4    | Ferdi Kübler         | Svizzera | a 25'56"  |
| 5    | Fausto Coppi         | Italia   | a 40'06"  |
| 6    | Bruno Pasquini       | Italia   | a 45'38"  |
| 7    | Prosper Depred'homme | Belgio   | a 45'48"  |
| 8    | Jacques Geus         | Belgio   | a 47'16"  |
| 9    | Ernst Stettler       | Svizzera | a 48'02"  |
| 10   | Marcel Dupont        | Belgio   | a 51'58"  |

### Classifica scalatori
| Pos. | Corridore            | Squadra     | Punti |
| ---- | -------------------- | ----------- | ----- |
| 1    | Gino Bartali         | Italia      | 42    |
| 2    | Stan Ockers          | Belgio      | 31    |
| 3    | Prosper Depred'homme | Belgio      | 28,5  |
| 4    | Ferdi Kübler         | Svizzera    | 28    |
| 5    | Jean Diederich       | Lussemburgo | 20    |